# ناحیه بورلینگتون، شهرستان کالاهون، میشیگان
ناحیه بورلینگتون (به انگلیسی: Burlington Township) یک منطقهٔ مسکونی در ایالات متحده آمریکا است که در شهرستان کالهاون، میشیگان واقع شده‌است.
 ناحیه بورلینگتون ۹۳٫۶ کیلومتر مربع مساحت و ۱٬۹۴۱ نفر جمعیت دارد و ۲۸۰ متر بالاتر از سطح دریا واقع شده‌است.